# 罗元铮
罗元铮（1924年2月14日—2003年8月31日），男，四川成都人，中华人民共和国经济学家。第六、七、八届全国政协委员，第七、八届全国政协经济委员会委员。
罗元铮是改革开放后中国经济学界最早提出市场经济理论的学者之一，曾代表经济委员会在多届全国政协会议上讲话。

## 生平
1924年2月14日生于四川成都。1947年，自成都华西大学毕业，后赴美国留学及工作，曾任旅美和平民主联盟秘书，并任冯玉祥的英文翻译及随行秘书。1948年9月到1951年7月，在苏联列宁格勒大学东方学院任教员。1951年9月到1954年3月，在列宁格勒大学经济系学习，研究生毕业，获博士学位。
归国后，投身中国经济研究。1954年8月到1966年5月，任中国科学院经济研究所国际经济理论组组长、经济研究所学术秘书、经济所学术情报室负责人、国务院科学规划办公室经济组秘书。1961年12月，加入中国共产党。1966年5月到1973年4月，下放五七干校。1973年4月到1974年，借调至国家计委外事组担任组长。1974年到1978年6月，借调至国家计委经济所世界经济协作组担任组长。其间，1977年4月，他在《人民日报》发表了《自力更生和洋为中用》一文，提出在自力更生的基础上实行对外开放。
1978年6月到1986年5月，任中国社会科学院世界经济与政治研究所常务副所长、研究员，中国社会科学院研究生院教授、博士生导师。任内，1980年曾陪同来华访问的美国经济学家米尔顿·弗里德曼。
1981年，兼任中央财经小组经济研究中心常设委员。1986年，任首都经济贸易大学教授、博士生导师。1986年，在印度举行的国际经济协会上，当选国际经济协作会执行理事；1989年又当选该会副主席。
1990年，在香港参加“九十年代经济大气候”研讨会并担任主讲人，其报告和问答发表在香港十余家报刊，消除了外界对中国1989年风波后产生的新误解。1991年，罗元铮获评为北京市有突出贡献的专家，享受政府特殊津贴。1996年3月，《中国走向世界的求索一一罗元铮文选》出版。2003年2月，《罗元铮文选续集》出版。
2003年8月31日，罗元铮在北京病逝，享年80岁。

## 家庭
妻子冯理达为冯玉祥与李德全的长女。1944年底，齐鲁大学学生冯理达结识了成都华西大学二年级学生罗元铮。当时成都五所大学均成立了学生合唱团，轮流赴各校演唱，二人分别为男高音、女高音，并均任领唱，很快恋爱。1945年，校场口事件发生，冯玉祥在《新华日报》上发表文章抨击事件。罗元铮正在校与同学创办周报《人民与时代》，乃委托冯理达请冯玉祥题字。冯理达未直接致信在重庆的父亲，而是致信母亲李德全，让母亲请父亲题字。母亲察觉到冯理达的心思。1946年春，李德全视察都江堰后来到成都，同罗元铮会面，同意了罗元铮和冯理达的婚恋。1946年5月，李德全带罗元铮和冯理达到重庆，将罗元铮介绍给冯玉祥，罗元铮和冯理达订婚。1947年中秋节，冯玉祥、李德全和罗元铮、冯理达一同自美国伯克利驾车赴纽约，准备领导反对美国援蒋，途中为罗元铮、冯理达举办了婚礼。结婚照系在美国一个名为“爱锁”的小镇路旁，请路人拍摄。

## 社会兼职
曾任国务院学位委员会经济学评议组第一届成员，中国经团联第一届执行主席、党组副书记，北京大学、北京科技大学、中国社会科学院管理学院、西安交通大学等二十多所大专院校的兼职教授、顾问，日本早稻田大学、英国剑桥大学的特邀教授，美国东西方中心特邀研究员，国际企业家协会特邀研究员，太平洋贸发会议特邀代表，澳大利亚国立大学特邀研究员，欧洲管理学院访问教授等。